# Camera Obscura
Camera Obscura es un grupo indie pop británico, originario de Glasgow, Escocia, formado en 1996 por Tracyanne Campbell, John Henderson, y Gavin Dunbar. Su primer álbum, Biggest Bluest Hi-Fi, fue lanzado el 2002 por AndMoreSound Records. El siguiente álbum del grupo fue el novedoso Underachievers Please Try Harder, lanzado por el sello español Elefant en 2003.
En septiembre de 2005, la banda empezó a grabar su nuevo álbum que se llamaría Let's Get Out of This Country ("Salgamos de este país"), con el productor sueco Jari Haapalainen. Este álbum salió al mercado el 6 de junio de 2006. El primer sencillo extraído del disco es un tributo a Lloyd Cole y se llamó Lloyd, I'm Ready to be Heartbroken ("Lloyd, estoy preparada para que me rompan el corazón").

## Historia

### Inicios
El grupo se formó en Glasgow (Escocia) en 1996, cuando Tracyanne, John y Gavin se reunían en el sótano de la casa de los padres de Gavin para escribir canciones y ensayar. Al principio les acompañaba a la guitarra David Skirving.
En marzo de 1998 se publicó el sencillo de debut del grupo, «Park ride», en el sello escocés Andmoresound. «Park ride» apareció únicamente en vinilo, y rápidamente fue descatalogado. A finales de año llegó «Your sound», segundo sencillo del grupo. Disponible esta vez en vinilo y CD, y de nuevo publicado por el sello Andmoresound. En estos dos primeros singles les acompañó a la batería Richard Colburn (batería de Belle and Sebastian), y ambos singles fueron recopilados en un miniálbum en formato CD para la compañía japonesa Quattro bajo el título de Rare UK Bird. Durante este tiempo, el grupo se dedicó a tocar en directo en diferentes salas de su ciudad, actuando por ejemplo junto a Snow Patrol en The Maryhill Community Central Halls.
Por esos días, David Skirving deja la banda para formar su propio grupo, California Snow Story y entró a cambio Kenny (actual guitarra del grupo) y Lindsay a los teclados. El 3 de marzo de 1999 actuaron en Hyndland Church Hall junto a Astrid y Stevie Jackson, y también comparten cartel ese mismo año con Ac Acoustics en Glasgow.
En noviembre de 2008, la banda anunció que habían completado la grabación de la continuación de Let's Get Out of This Country, y en febrero de 2009, anunciaron que habían firmado con el sello 4AD. El nuevo álbum se llamó My Maudlin Career y fue lanzado en abril de 2009, teniendo como primer sencillo «French Navy», la que se convertiría en la canción más popular de la banda. La marca de joyería con sede en Londres Tatty Devine creó broches y collares para coincidir con el lanzamiento. El álbum fue el primer éxito de la banda en colocarse en la lista de popularidad UK Top 40, y también alcanzó el top 40 en Irlanda y el Billboard Top 100 de EE. UU. En esta época, la banda anunció la separación de Nigel Baille del grupo.
En 2015 la teclista y vocalista Carey Lander falleció tras una enfermedad ósea.

## Componentes

### Miembros actuales
- Tracyanne Campbell - guitarra y voz
- Kenny McKeeve - guitarra, mandolina, armónica y voz
- Gavin Dunbar - bajo
- Lee Thomson - batería
- Nigel Baillie - trompeta y percusión

### Antiguos miembros
- John Henderson - (1996-2004) - voz y percusión
- Carey Lander - (2002-2015) - voz y teclados.

## Discografía

### Álbumes
- Biggest Bluest Hi Fi (1 de noviembre de 2001).
- Teenager (1 de mayo de 2003).
- Underachievers Please Try Harder (1 de septiembre de 2003).
- Keep It Clean (1 de julio de 2004).
- I Love My Jean (1 de marzo de 2005).
- Lloyd, I'm Ready To Be Heartbroken (1 de mayo de 2006).
- Lets Get Out Of This Country (1 de junio de 2006).
- French Navy (13 de abril de 2009).
- My Maudlin Career (21 de abril de 2009).
- Desire Lines (4 de junio de 2013).

### Sencillos
- "Park and Ride" (marzo de 1998, Andmoresound).
- "Your Sound" (diciembre de 1998, Andmoresound).
- "Eighties Fan" (diciembre de 2001, Andmoresound).
- "Teenager" (mayo de 2003, Elefant).
- "Keep It Clean" (julio de 2004, Elefant).
- "I Love My Jean" (marzo de 2005, Elefant).
- "Lloyd, I'm Ready to be Heartbroken" (mayo de 2006, Elefant).
- "Let's Get Out Of This Country" (junio de 2006, Elefant).
- "French Navy".
- "Honey in the Sun".
- "The Sweetest Thing".